# Боді-горор

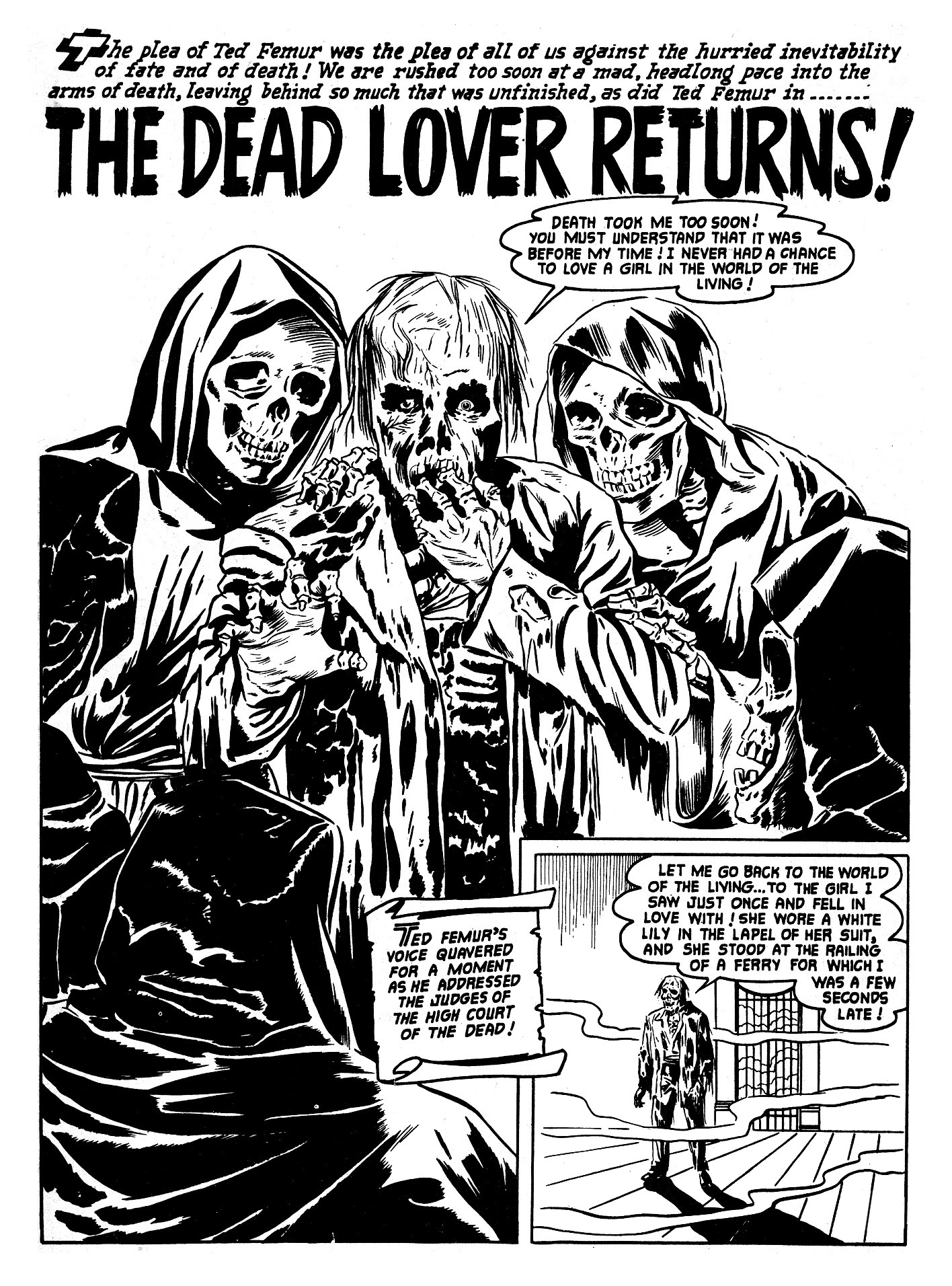
Боді-горор на обкладинці журналу «Світ жаху» (Worlds of Fear), 1952 р.

Боді-горор (англ. Body horror), біологічний горор (англ. biological horror), органічний горор (англ. organic horror), або венеричний горор (англ. venereal horror) — піджанр горору у літературі, кіно та відеоіграх, жахи в якому, головним чином, пов'язані з відображенням знищення або дегенерації тіла.
Девід Кроненберг, Френк Гененлоттер, Браян Юзна, Стюарт Гордон, Ллойд Кауфман та Клайв Баркер — відомі митці цього жанру.

## Характеристики
Боді-горор заснований на страху перед спотворенням, зараженням живого тіла та страху перед трупами, що розкладаються. Його головна функція полягає в нагадуванні про крихкість і минущість життя. Крім того потворність тіла може символізувати й унаочнювати негативні моральні якості його власника. Боді-горор може мати як графічні, так і словесні прояви.
Часто боді-горор зображає пошкодження, наслідки насильства: синяки, рани, ампутації, порушення нормальної роботи організму, перетворення однієї істоти на іншу. Також широко звертається до станів страждання, болю, страху, агонії, смерті; тілесних виділень: крові, гною, поту. Юлія Кристева визначала боді-горор як зображення тіла, що перебуває на межі своєї витривалості.
Водночас не всі зображення живого тіла, що втрачає свій нормальний вигляд, призначені жахати. Наприклад, зображення розп'яття Христа має мету вселити надію на те, що всі страждання тимчасові.

## Відомі фільми і телесеріали
- «Крапля[en]» (1950) і його сіквел 1972 року[en] та рімейк 1988 року
- «Муха» (1958) та його сіквели, рімейк 1986 року та сіквел до рімейку 1989 року[7]
- «Руки Орлака» (1960)
- «Дитина Розмарі» (1968)
- «Судоми» (1975)
- «Неймовірно розплавлений[en]» (1977)[8]
- «Голова-гумка» (1977)
- «Виводок» (1979)
- «Чужий» (1979) та його франшиза, включаючи серію кросоверних фільмів (1979, 1986, 1992, 1997)[8]
- «Змінені стани[en]» (1980)
- «Щось» (1982) та його пріквел 2011 року[8]
- «Відеодром» (1983)[7]
- «Реаніматор» (1985)[8]
- «Штучка» (1985)
- «З іншого виміру» (1986)
- «Повсталий з пекла» (1987) та його сіквел (1988)
- «Вуличне сміття» (1987)
- «Мозок» (1988)
- «Левіафан» (1989)
- «Суспільство» (1989)
- «Тецуо — залізна людина» (1989)
- «Драбина Якова» (1990)
- «Розплавлене тіло[en]» (1993)
- «Той, що худне» (1996)
- «Вірус» (1999)
- «Екзистенція» (1999)
- «Лихоманка» (2002)
- «Таксидермія» (2006)[9]
- «Слимак» (2006)
- «Вторгнення» (2007)
- «Зуби[en]» (2007)
- «Людська багатоніжка» (2009) та його сіквел 2011 року
- «Антивірус» (2012)
- «Американська Мері» (2012)
- «Танатоморфоз[en]» (2012)
- «Рік і Морті» (2013)
- «Бивень» (2014)
- «Паразит» (2014)
- «Сире» (2016)
- «Барва з позамежжя світу» (2019)
- «У чужій шкурі» (2020)
- «Титан» (2021)
- «Злочини майбутнього» (2022)
- «Субстанція» (2024)
- «Одне ціле» (2025)

## Рецензії
Помітною подією у галузі наукового та соціального аналізу жанру горору в кінематографі була публікація в Україні 500-сторінкової колективної розвідки німецьких та українських авторів «Фільм жахів / Горор», головне ж завдання авторів збірки, як зазначено в рецензії на цю книгу — відшукати ті соціальні, економічні, політичні, естетичні передумови, що стимулювали світову індустрію жахів. Як відзначає рецензент, у німецьких оглядах домінують слешери, зомбі-апокаліптичні та містичні фільми..

## Відомі графічні романи
- «Муха» Жорж Ланжелан;
- «Мертва зона» Стівен Кінг;
- «Голий ланч» Вільям Барроу;
- «Паразит» написана та проілюстрована Іваакі, Хітосі;
- «Невидимі» Грант Моррісон;

- «Ед Щасливий клоун» Честер Браун;
- «Руїни» Уоррен Елліс;
- «Чорна діра» Чарльз Бернс;

- «Спіраль», «Риба», «Томіе» та інші твори Джунджі Іто;
- «Dorohedoro» Q Хаясіда. Найвідоміші автори в даному жанрі:
- Джеремі Роберт Джонсон
- Едвард Лі
- Джунджі Іто
- Брайан Евенсон
- Гнів Джеймса Уайта
- Райан Хардінг
- Нік Каттер
- Клайв Баркер
- Лорен Бейкс
- Коді Гудфеллоу

## Використання у відеоіграх
- Amnesia: The Dark Descent & Amnesia: A Machine for Pigs[12]. Вороги збирачів — це деформовані людиноподібні чудовиська; у них відрізані повіки, а нижня щелепа понівечена, витягнута вниз і прикріплена до грудей, залишаючи рот назавжди відкритим;
- BioShock series. І BioShock, і BioShock 2 складаються з ворогів, так званих Splicers, які колись були нормальними людьми, які сильно мутували та втратили розум від наркотику ADAM, який вони використовували для переписування своїх генетичних кодів для розвитку «психічних» сил, таких як телекінез та пірокінез. У грі також є культовий Великий тато, який є людиною, якій видалили шкіру, а органи були прищеплені до внутрішньої частини модифікованого глибоководного водолазного костюма. BioShock Infinite використовує подібну передумову, хоча в цьому випадку серія сполук під назвою Vigors надає гравцеві надзвичайні здібності; однак, на відміну від ADAM, їх споживають всередину, а не вводять. У цій грі Великого тата замінив Різноробочий, людина, спинний мозок, голова та серце якого були з'єднані з робототехнічною системою стимпанк з незначними ефектами, такими як психологічна травма.
- Bloodborne
- Dead Space series[13]. Основними ворогами серії називаються некроморфи, які є мутованими людьми з виступаючими придатками, відкритими ранами та гнилою плоттю.
- Fallout series. Всі події в ігрі відбуваються на постапокаліптичній пустирі, і тому багато хто з ворогів і видів мають фізичні деформації від радіації.
- Half-Life series. Паразитичні чудовиська, відомі як Headcrabs, прикріплюються до голів людей і викликають у них мутації, такі як витягнуті кігті і розз'явлені щелепи в грудях.
- Inside. Інді-платформер-головоломка, розроблений Playdead. Усередині розповідає історію про хлопчика, який бореться зі злими силами, які намагаються оволодіти світом. Хлопчик проникає у масивний заклад, де вчені проводять управління розумом та підводні експерименти на людських тілах.
- Lisa: The Painful.
- Outlast. Гра жахів на виживання від першої особи, в якій журналіст-розслідувач досліджує ув'язнених, які перебувають у в'язниці, демонструючи різний ступінь каліцтва та / або мутації.
- Resident Evil series. Фармацевтична компанія використовує мутагенний Т-вірус, щоб виробляти монстрів для продажу як зброю. Найбільш базовими були зомбі-версії будь-якого зараженого організму або гігантські версії комах. Існують також гібриди людини / комах та людей / рептилій, деформовані супер-солдати, яких називають «тиранами», та різні інші мутанти.
- Parasite Eve series. Відеоігра Squaresoft (тепер відома як Square Enix) за мотивами японського роману жахів 1996 року з однойменною назвою вийшла в 1998 році. Передумовою як роману, так і «кінематографічної RPG» є те, що мітохондрії, органели від ранніх аеробних бактерій що утворили симбіотичне партнерство з клітинами більшості сучасних багатоклітинних еукаріотів, наприклад люди здатні зберегти свою окрему ідентичність як самостійні організми у вигляді клітинних паразитів. Розсіяний інтелект, відомий як Єва, зміг перейняти свідомість певних людей, щоб змусити їх розмножуватися і формувати кінцевий організм, який спричинить падіння людства та інших істот.
- The Thing. Продовження фільму «Річ» 1982 року слідує за капітаном Блейком, членом команди спецназу США, відрядженим на антарктичний форпост, представлений у фільмі, щоб визначити, що сталося з дослідницькою групою. Вороги бувають трьох основних форм. «Розбійники» — це дрібні речі, що утворюються з кінцівок та придатків зараженого персоналу. «Ходунки» більші і набагато сильніші за «Шаттлерс», і нарешті Боси більші і набагато потужніші за «ходунки».
- Soma. Гра на вижавання.

## Використання в настільних іграх
- Магія: Збір. Основа Фірексії, фракції-антагоніста, що складається з асиміляторської біомеханічної нежиті. Блок «Шрами Мірродіна» зосереджує свою увагу саме на цій темі, в якій наголошується на асиміляції та зараженні, а Фірексія розгалужується на всі кольори мани, запроваджуючи нові форми каліцтва.
- Warhammer. У фракціях Хаосу наголошується на мутації та модифікації тіла.
- Царство Смерть: Монстр. Монстри містять великі об'єднання частин людського тіла.